# 15 Pułk Artylerii Ciężkiej
15 Wielkopolski pułk artylerii ciężkiej (15 pac) – oddział artylerii ciężkiej Wojska Polskiego II Rzeczypospolitej w okresie wojny polsko-bolszewickiej.
Wiosną 1919 przystąpiono do formowania brygad artylerii dla dywizji piechoty. Brygada składała się z dowództwa, pułku artylerii polowej i pułku artylerii ciężkiej (dywizjon trzybateryjny). Drugi dywizjon pułku artylerii ciężkiej przeznaczony był do rezerwy artylerii Naczelnego Dowództwa.
Opracowany w październiku plan rozbudowy artylerii do końca 1919 przewidywał, że z dniem 31 grudnia zakończona zostanie organizacja baterii i dowództw formowanych w kraju przez baterie zapasowe pułków artylerii.

## Formowanie i walki I dywizjonu

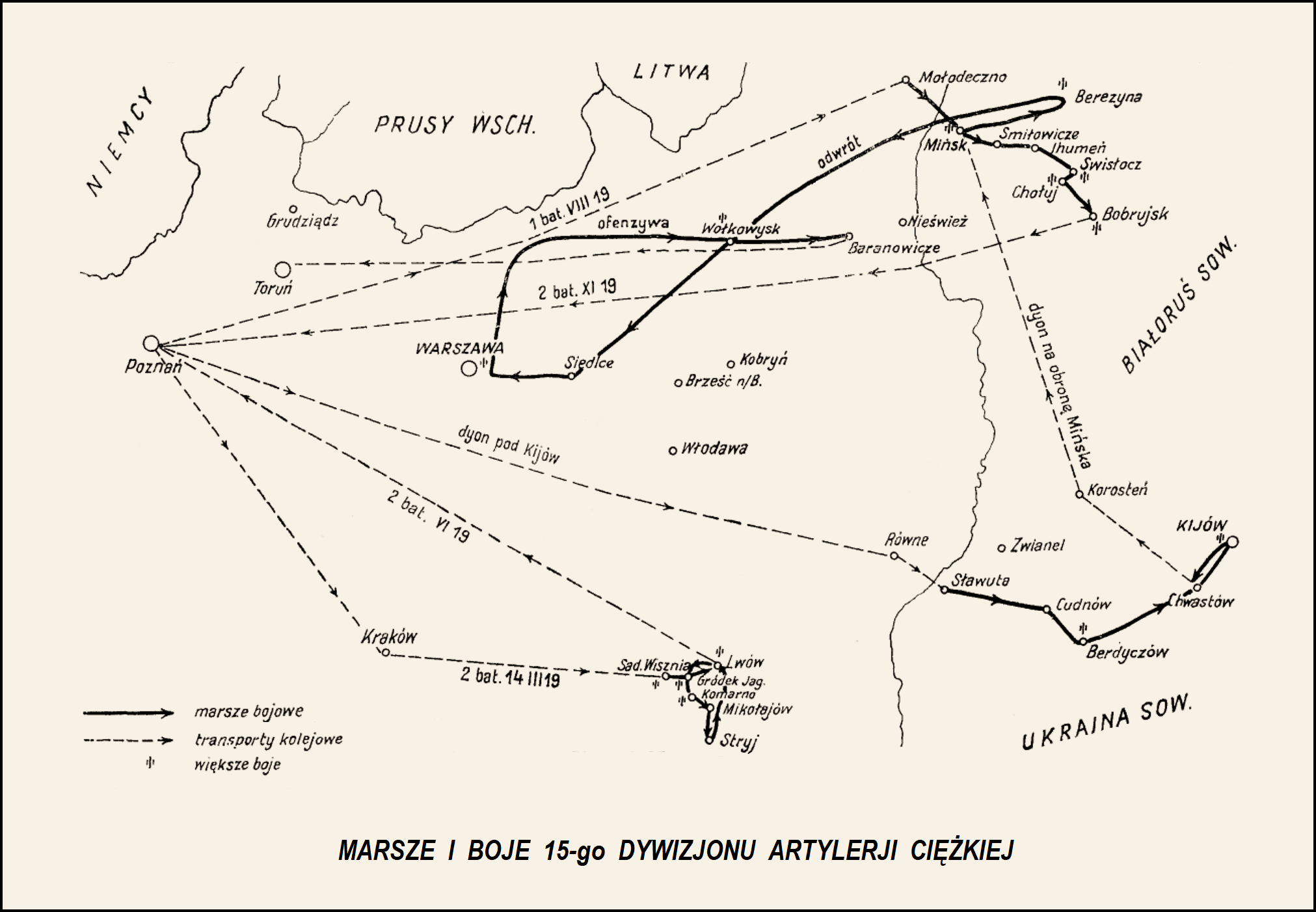
Józef Baran, Zarys historji wojennej 8-go pułku artylerji ciężkiej

Formowanie I dywizjonu rozpoczęto w lutym 1919 na Sołaczu, a na jego dowódcę wyznaczony został kpt. Adam Biskupski. 2 baterią dowodził por. Czabajski, a 3. − ppor. Pietruszyński. 1. bateria została sformowana dopiero w sierpniu, a dowództwo nad nią objął ppor. Leon Fritz. Na wyposażeniu 1. i 2 baterii znajdowały się niemieckie 15 cm haubice, a 3 bateria uzbrojona została w rosyjskie 3-calowe armaty.
Walki 2 baterii
Jako pierwsza na front przeciwukraiński wyruszyła 2 bateria i od 18 marca uczestniczyła w walkach nad przywróceniem łączności ze Lwowem. Wspierała ogniem piechotę pod Milatynem i Barem, w rejonie Wołczuch, Dolinian, Henrykówki i Dobrzan. Od 19 kwietnia walczyła pod Lwowem. W rejonie Basiówki unieruchomiła ukraiński pociąg pancerny. Od 15 maja wspierała ofensywę Grupy Wielkopolskiej. Walczyła pod Romanowem, Mikołajowem, Budnikami i Piasecznem, rozbiła kolumnę ukraińską w rejonie Rozwarowa oraz obezwładniła baterię artylerii. Po odrzuceniu Ukraińców za Zbrucz, z końcem maja bateria powróciła do Poznania.
30 lipca 2 bateria ponownie wyruszyła na front. Tym razem na przeciwbolszewicki. Od 3 sierpnia uczestniczyła w ofensywie na Mińsk i Bobrujsk. W walkach pod Ihumeniem pod ogniem karabinów maszynowych zajęła stanowiska ogniowe i wspierając polską piechotę, walnie przyczyniła się do zdobycia miasta. Następnie nad Mołczanką rozbiła silny sowiecki punkt oporu otwierając piechocie drogę do Bobrujska. Po zdobyciu miasta, bateria wspierała obronę przyczółka mostowego. 28 września uczestniczyła w wypadzie za Ołę, podczas którego stoczyła zaciętą bitwę pod Rynią. 8 listopada powróciła do Poznania.
Działania dywizjonu
Zima 1919 dywizjon stacjonował na Sołaczu. 19 grudnia został przegrupowany do Scibórza. Tam stanowił artyleryjskie ubezpieczenie przed ewentualnymi niemieckimi działaniami zbrojnymi. Kilka tygodni później, powrócił do Poznania.
W kwietniu, już jako I/15 pac, wyruszył w składzie macierzystej 15 Dywizji Piechoty na Wołyń. Po wyładunku w Sławucie, dywizjon maszerował przez Miropol, Cudno w do Berdyczowa. Tu celnym ogniem udaremnił ucieczkę kilku sowieckim pociągom załadowanym materiałem wojennym. W dalszych walkach uczestniczyła jedynie 3 bateria, która broniła kijowskiego przyczółka mostowego. Pozostałe baterie stały w odwodzie w Berdyczowie. 24 maja dywizjon odjechał na białoruski kierunek operacyjny z zadaniem obrony zagrożonego Mińska Litewskiego. 30 maja został przewieziony został do Krzywic, skąd wyszła polska kontrofensywa. Po odrzuceniu przeciwnika za Berezynę, przez następny miesiąc trwały walki pozycyjne.
4 lipca ruszyła wielka ofensywa wojsk Frontu Zachodniego Michaiła Tuchaczewskiego. 1 bateria uczestniczyła w odparciu silnego natarcia w rejonie Mostyszcza. Następnego dnia rozpoczęła odwrót, staczając po drodze szereg walk z piechotą i kawalerią wroga. Z początkiem sierpnia 1 bateria zajmowała stanowiska ogniowe w rejonie Zakręt, 2 bateria w rejonie Palenicy, a 3 bateria w rejonie Sulejówka. W tym czasie doszło do rozwiązania 15 pułku artylerii ciężkiej i utworzenia „samodzielnego” 15 dywizjonu artylerii ciężkiej, w skład którego weszły wszystkie trzy baterie dotychczasowego I/15 pac. W czasie bitwy o przedmoście warszawskie 1 bateria wspierała piechotę w walkach o Mińsk Mazowiecki, a pozostałe znajdowały się w odwodzie. W czasie polskiej kontrofensywy 15 dac ścigał przeciwnika w kierunku na Kolno. Po zmuszeniu oddziałów III Korpusu Konnego Gaja-Gaja do przejścia granicy Prus Wschodnich, dywizjon ześrodkował się w rejonie Kleszczel. Po krótkim odpoczynku 15 dac (bez 3 baterii przechodzącej kwarantannę tyfusową) uczestniczył w walkach w rejonie Bojary–Szurycze–Łaszczewicze–Bortniki i w rejonie Widzejek.
23 września dywizjon wyruszył znad Swisłoczy na Wołkowysk. Piechota opanowała miasto z marszu. Początkowo miasto zostało odzyskane, ale wyprowadzony następnego dnia silny sowiecki kontratak doprowadził do zaciętych walk o utrzymanie miasta. W walkach 1 bateria straciła trzy działa, a polskie oddziały wycofały się za Roś. Po kilku dniach Sowieci zostali zmuszeni do odwrotu i Wołkowysk znów znalazł się w rękach polskich. To był ostatni akord wojenny samodzielnego 15 dywizjonu artylerii ciężkiej. Po podpisaniu rozejmu, dywizjon skierowany został na odpoczynek do rejonu Baranowicz, a w końcu grudnia przegrupował się do Bydgoszczy.

## Formowanie i walki II dywizjonu
14 lutego 1919 na Sołaczu 2 Poznaniu został utworzony II dywizjon Wielkopolskiego pułku artylerii ciężkiej. Jego dowódcą został kpt. Heinrich, a adiutantem ppor. Łakiński. Żołnierzami byli między innymi wyszkoleni artylerzyści byłej armii pruskiej. 2 marca powstała 4 bateria por. Ceptowskiego. Służył w niej oficerowie: ppor. Pfont i ppor. Jankowski. 19 maja bateria wymaszerowała na front zachodni. 31 maja na front wysłana została kolejna – 5 bateria por. Górskiego, a 1 czerwca 6 bateria por. Bronisława Lipskiego i sztab dywizjonu z dowódcą – kpt. Lewalskim. Dywizjon uzbrojony był w rosyjskie 152,4 mm haubice. Baterie rozmieszczone były na stanowiskach w następujący sposób: 4 bateria pod Inowrocławiem, 5. pod Nakłem i Czarnkowem, zaś 6 bateria pod Smogolem. Na froncie baterie nie prowadziły żadnej działalności bojowej. Po likwidacji frontu zachodniego dywizjon skierowano do Bydgoszczy, przezbrojono w sprzęt francuski i przemianowano na II dywizjon 15 Wielkopolskiego pułku artylerii ciężkiej. 24 maja 1920 II/ 15 pac (bez 6 baterii) przydzielono do Armii Rezerwowej gen. Sosnkowskiego i wysłano na front przeciwbolszewicki. Baterie zostały wyładowane z transportów kolejowych w Nowoświęcianach i działały wspólnie pod dowództwem por. Ceptowskiego na kierunku Debeszki, Woropajew, Głębokie, Sawinki, Kukry, Marków. Po załamaniu sowieckiej ofensywy i wyparciu nieprzyjaciela za Berezynę i Autę, obie baterie odeszły na wypoczynek do Głębokiego. 4 lipca ruszyła wielka sowiecka ofensywa wojsk Frontu Zachodniego Michaiła Tuchaczewskiego. W tej sytuacji 5 bateria ppor. Antoniego Kocimskiego wróciła na front i wspierała piechotę pod Bortnikami. Jednakże rozrzucone kordonowo wzdłuż linii frontu oddziały polskie nie były w stanie powstrzymać uderzeń wojsk sowieckich i rozpoczęły odwrót. 5 bateria wycofywała się w składzie 17 pac po trasie Soła, Bohdanów, Michałowszczyzna. Walcząc straciła sporo koni i część sprzętu, a ludzie byli bardzo wyczerpani. Dalej wycofywała się przez Lidę, Grodno, Białystok do Ostrowa i dalej, już wspólnie z rezerwową II Brygadą Piechoty przez Wyszków do Zegrza. W czasie sowieckiej ofensywy 4 bateria oczekiwała w Głębokiem na nowe działa. Doszło do walki wręcz z nacierającymi Sowietami. Bateria poniosła straty w ludziach i koniach. Po walce wycofała się przez Molodeczno, Lide, Grodno, Zambrów do Poryty, skąd odjechała (wraz ze sztabem dyonu) transportem kolejowym do Bydgoszczy.
W bitwie warszawskiej 5 bateria ppor. Kocimskiego od 7 sierpnia zajmowała stanowiska na północ od Zegrza i wchodziła w skład grupy artylerii ppłk. Podonowskiego, a od 13 sierpnia ostrzeliwała nieprzyjaciela w rejonie Serocka. Po zdobyciu Serocka przez wojska polskie przeszła do pościgu, a 16 sierpnia dołączyła do niej 6 bateria por. Bronisława Lipskiego.
Stacjonujące w Bydgoszczy dowództwo 15 Wielkopolskiego pac, nie mając żadnych wiadomości o 5 baterii, uważało ją za zaginioną i sformowało nową 5 baterię pod dowództwem porucznika Pinieckiego. Jej uzbrojenie stanowiły cztery francuskie 75-milimetrowe armaty polowe. Wobec istnienia dwóch 5-ch baterii nazywano je dla odróżnienia: 5 bateria ppor. Kocimskiego i 5 bateria por. Pinieckiego. Nowo sformowana w Bydgoszczy 5 bateria por Pinieckiego wyruszyła 12 sierpnia forsownym marszem pod Płock.

### 30 Syberyjski dac
Po zakończeniu działań wojennych w Bydgoszczy nastąpiła częściowa reorganizacja dywizjonu. 5 bateria ppor. Kocimskiego została włączona do 4 baterii, zaś bateria porucznika Pinieckiego pozostała nadal 5 baterią. Z Bydgoszczy dywizjon przegrupowany został do Starogardu i tu przemianowany na 30 Syberyjski dywizjon artylerii ciężkiej. We wrześniu 1921 dywizjon wysłano do Białej Podlaskiej, skąd 15 listopada 1921 przeszedł na stałe miejsce postoju do Siedlec, jako II dywizjon 9 pułku artylerii ciężkiej, zachowując numeracje poszczególnych baterii.

## Żołnierze pułku
| Stanowisko            | Stopień, imię i nazwisko | Okres pełnienia służby |
| --------------------- | ------------------------ | ---------------------- |
| dowódca pułku         | kpt. Heinrich            | II 1919 –              |
| adiutant pułku        | ppor. Łakiński           | II 1919 –              |
| I dywizjon            |                          |                        |
| dowódca I dywizjonu   | kpt. Adam Biskupski      | II 1919 –              |
| dowódca 1 baterii     | ppor. Leon Fritz         | VIII 1919 –            |
| dowódca 2 baterii     | por. Czabajski           | II 1919 –              |
| dowódca 3 baterii     | ppor. Pietruszyński      | II 1919 –              |
| II dywizjon           |                          |                        |
| dowódca II dywizjonu  | kpt. Lewalski            |                        |
| oficer łączności      | ppor. Chmielewski        |                        |
| dowódca 4 baterii     | por. Ceptowski           | III 1919 –             |
| oficer baterii        | ppor. Pfont              | III 1919 -             |
| oficer baterii        | ppor. Jankowski          | III 1919 -             |
| dowódca 5 baterii     | por. Górski              | III 1919 –             |
| dowódca 5 baterii     | ppor. Antoni Kocimski    | V 1920 -               |
| dowódca 5 baterii (N) | por. Piniecki            | VIII 1920 –            |
| dowódca 6 baterii     | por. Bronisław Lipski    | IV 1919 –              |
| oficer baterii        | ppor. Płotkowiak         | IV 1919 –              |